# Productiemiddel
Productiemiddelen zijn niet-menselijke fysieke objecten die gebruikt worden in het productieproces. Voorbeelden van productiemiddelen zijn land, grondstoffen, machines, werktuigen, gebouwen en geld die gebruikt worden om goederen te produceren.
Adam Smith maakte gebruik van de term productiefactoren, waarbij er onderscheid werd gemaakt tussen drie verschillende productiefactoren, namelijk land, arbeid en kapitaal. Hierbij vallen land en kapitaal onder het begrip productiemiddelen.
Economische systemen kunnen gedefinieerd worden naargelang de eigendomsstatus van de productiemiddelen. In het kapitalisme zijn de meeste productiemiddelen in eigendom van particuliere personen en bedrijven, waarbij vaak mensen in loondienst werken. Het marxisme wil de productiemiddelen in gemeenschappelijk eigendom brengen.